# قوة الدفاع الجوي لجيش الجمهورية الإسلامية الإيرانية
مقرّ خاتم الأنبياء للدفاع الجوي (بالفارسية: قرارگاه پدافند هوایی خاتم الأنبياء) (2008مـ-طهران) هو واحد من القوات الأربعة التابعة للجيش الإيراني. يراقب هذا المقر الشئون الدفاعية البرية للقوة الجوية لجيش الجمهورية الإسلامية الإيرانية. ويقاد حاليا من قبل العميد علي شادماني.

## قيادة
العميد الطيار أحمد ميقاتي کان أول قائد لمقر خاتم الأنبياء للدفاع الجوي.
في 25 يناير 2011مـ تم تعيين العميد فرزاد اسماعيلي لهذا قيادة باقتراح من القائد العام لجيش الجمهورية الإسلامية الإيرانية وعبر حکم من القائد العام للقوات المسلحة الإيرانية سيد علي خامنئي.في 29 مايو 2018 تم تعيين علي رضا صباحي فرد قائدا للمقر عبر حکم الخامنئي.

## تحذير الطائرة الأميرکية
في يوم الإثنين المصادف ل29 أغسطس عام 2016مـ، وجه مقر الدفاع الجوي التابع للجيش الإيراني انذارا إلى طائرة أمريكية من دون طيار أقلعت من قاعدة في قندهار الأفغانية واقتربت بمسافة 20 ميلا من الاجواء الإيرانية قرب الحدود الشرقية للبلاد وأجبرها على مغادرة المنطقة قبل الدخول في الحدود الإيرانية.
ويبدو أن الطائرة الاستطلاعية كانت تنوي دخول الأجواء الإيرانية، إلا أن الدفاعات الجوية رصدتها ووجهت لها انذار ما أرغمها على التراجع من دخول أجواء منطقة شرق إيران.

## الأسطول الحالي

### الأنظمة المدفعية للدفاع الجوي
| النموذج                       | صورة | النوع                          | كمية | ملاحظات |
| ----------------------------- | ---- | ------------------------------ | ---- | ------- |
| ZPU-4                         |      | دفاع جوي                       | +    |         |
| ZU-23                         |      | دفاع جوي                       | +    |         |
| أورليكن GDF                   |      | دفاع جوي                       | 100+ |         |
| مدفع KS-19 مم100 للدفاع الجوي |      | دفاع جوي                       | +    |         |
| مصباح-1                       |      | جهاز الدفاع القريب (CIWS)      | +    |         |
| زي أس يو-23-4 شيلكا           |      | سلاح ذاتي الحركة مضاد للطائرات | 100+ |         |

### الأنظمة الصاروخية للدفاع الجوي
| النموذج                | صورة | النوع             | كمية | في الخدمة | ملاحظات |  |
| ---------------------- | ---- | ----------------- | ---- | --------- | --- |  |
| إم آي إم-23 هوك        |      | صاروخ أرض-جو      | 150  | 1970-الآن | المصنع محليّا والنسخة المتطورة من النسخة ال1960 الأصلية لنظام هوك الأميرکي. وكانت القوة الجوية الإيرانية قد كشفت مؤخرا عن نسختها الخاصة من إم آي إم-23 هوك(MIM-23) اسمه "شاهين" الذي هو قيد الإنتاج. في عام 2012 أعلنت إيران أنها ستقوم بالإنتاج الضخم لجيلها المقبل من نظام دفاع جوي اسمه "مرصاد" والذي من شأنه أن يتکامل مع الصاروخ شاهين. |  |
| RIM-66 Standard        |      | صاروخ أرض-جو      | +    |           | المصنع محليا نسخة من البديل c.1970s |  |
| شهاب ثاقب (HQ-7)       |      | صاروخ أرض-جو      | +    | 2002-الآن | نسخة من نظام HQ-7 الصينية (FM-90). وکان هذا المشروع، الفائز الأول المشترك للبحوث التطبيقية في جائزة خوارزمي الدولية؛ عام 2001-طهران-إيران. عنوان المشروع: إنتاج صاروخ أرض-جو قصير المدی؛ شهاب ثاقب. المبدع: منظمة صناعات الطيران الإيرانية والمساهم: منظمة الصناعات الدفاعية الإيرانية                                                      |  |
| أس-75 دفينا            |      | صاروخ أرض-جو      | 45   |           | النسخة المتطورة من أس-75 دفينا. صياد-1 لديه کاشف الأشعة تحت الحمراء. وکان هذا المشروع، الفائز الأول المشترك للبحوث التطبيقية في جائزة خوارزمي الدولية؛ عام 2001-طهران-إيران. عنوان المشروع: إنتاج صاروخ صياد-1؛ المبدع: منظمة صناعات الطيران الإيرانية والمساهم: شركة الإنتاج الصناعي الإيراني للطائرات وصناعات آراك الآلية                 |  |
| صاروخ S-200            |      | صاروخ أرض-جو      | 200  |           | النسخة المتطورة من S-200 الروسي بمدي 250 کمـ. إيران لديها 5 کتائب وتتألف كل كتيبة من ستة قاذفات ورادار واحد للتحکم في إطلاق النار |  |
| سام 6                  |      | صاروخ أرض-جو      | 8    | 1995-الآن | |  |
| Rapier                 |      | صاروخ أرض-جو      | 30   | 1971-الآن | 45 أنظمة مسحوبة مع الرادار المخفي تم تسليمها قبل 1979. 72 أنظمة ذاتية الدفع وألغي الإنتاج المحلي ل1000 صاروخ عام 1979 |  |
| Sea Cat                |      | صاروخ أرض-جو      | 15   |           | |  |
| بانتسير-اس1            |      | صاروخ أرض-جو      | 10   | 2008-الآن | [ 6 ] |  |
| النظام الصاروخي تور    |      | صاروخ أرض-جو      | 29   | 2005-الآن | [ 7 ] |  |
| أس - 300               |      | صاروخ أرض-جو      | 9    | 2016-الآن | |  |
| نظام دفاع جوي مرصاد    |      | نظام الدفاع الجوي | +    | 2010-الآن | |  |
| نظام دفاع جوي رعد      |      | نظام الدفاع الجوي | +    | 2012-الآن | |  |
| نظام دفاع جوي يا زهراء |      | نظام الدفاع الجوي | +    | 2013-الآن | |  |
| نظام دفاع جوي حرز-9    |      | صاروخ أرض-جو      | +    | 2013-الآن | |  |
| نظام دفاع جوي باور-373 |      | نظام الدفاع الجوي | +    | 2014-الآن | |  |

### الأنظمة الدفاع الجوي المحمول
| النموذج     | صورة | النوع                     | الكمية |
| ----------- | ---- | ------------------------- | ------ |
| ميثاق-1     |      | نظام الدفاع الجوي المحمول | +      |
| ميثاق-2     |      | نظام الدفاع الجوي المحمول | +      |
| قيام        |      | نظام الدفاع الجوي المحمول | +      |
| RBS 70      |      | نظام الدفاع الجوي المحمول | 50     |
| ستريلا-2    |      | نظام الدفاع الجوي المحمول | +      |
| ستريلا-3    |      | نظام الدفاع الجوي المحمول | +      |
| صاروخ إيغلا |      | نظام الدفاع الجوي المحمول | 700    |

## وصلات خارجية
- شاهد بالفيدئو قسما من قدرات مقر خاتم الأنبياء للدفاع الجوي
- بالصور-لقاء قائد الثورة الإسلامية سيد علي خامنئي مع قادة ومسئولي مقر خاتم الأنبياء للدفاع الجوي